# Tobisch (Familie)
Tobisch ist der Name einer alten deutschböhmischen Familie, die aus der Gegend um Kaaden stammte. Das Geschlecht brachte diverse Gelehrte, katholische Geistliche und Dichter hervor.

## Geschichte
Die Familie Tobisch gehört zu den ältesten Familien Deutschböhmens. Erstmals erwähnt wurde der Name, der sich vermutlich von der tschechischen Form des Vornamens Tobiáš (Tobias) ableitet, im Jahre 1366. Der Name war anfänglich hauptsächlich in der Gegend von Kaaden bis Brüx verbreitet. Später waren Namensträger in nahezu allen Landstrichen des Sudetenlands ansässig.

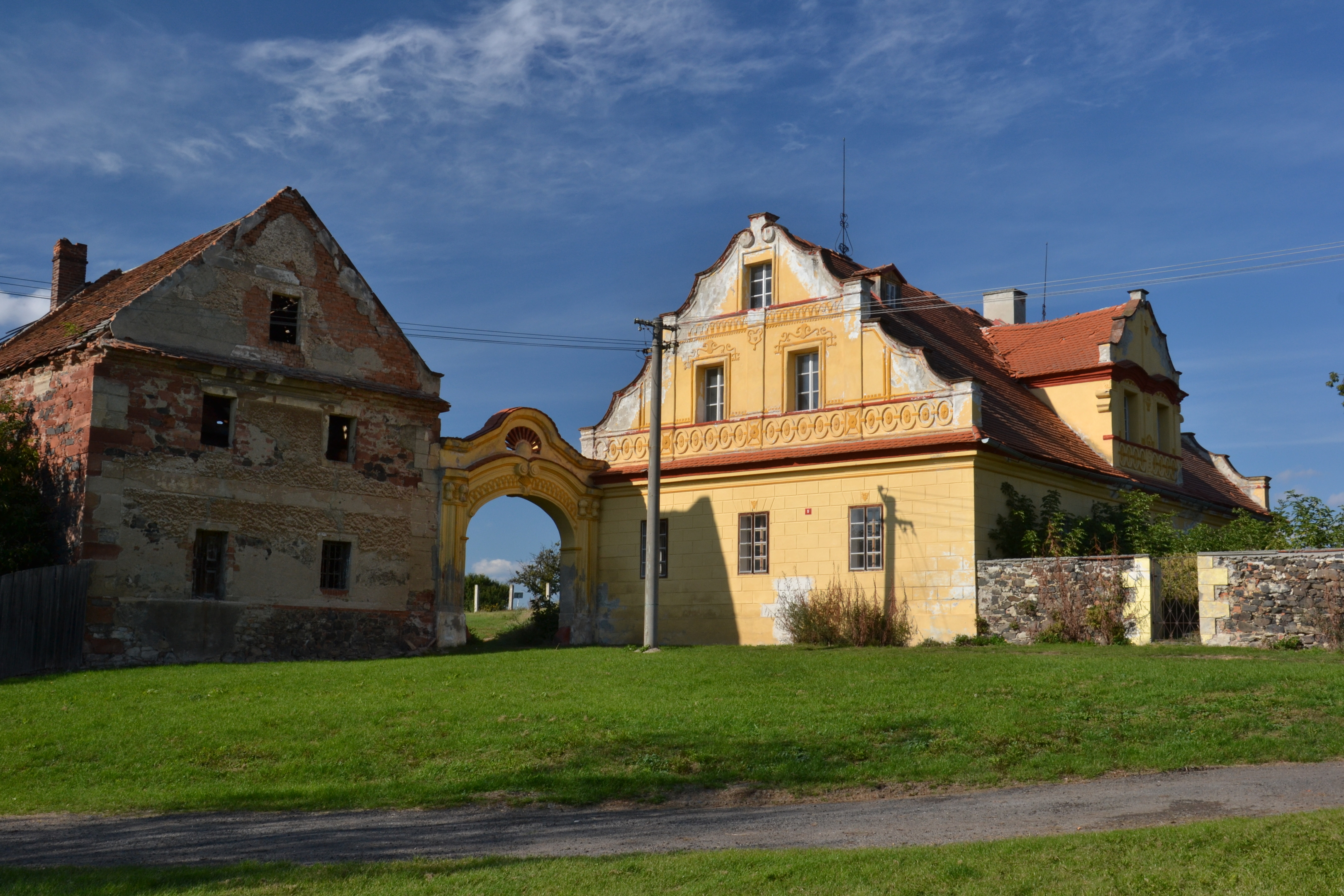
Ehemaliges Herrenhaus der Familie Tobisch in Deutsch Trebetitsch

Obwohl die meisten Nachkommen der Familie Tobisch ihr Auskommen in der Land- und Forstwirtschaft fanden, brachte sie auch zahlreiche Akademiker und Gelehrte hervor. Als eifrige Förderer erwiesen sich unter anderem Grundherren wie Joseph Johann Graf von Thun und Hohenstein (1767–1810), Herr auf Klösterle, der mehreren Söhnen der Familie Tobisch den Besuch der von Piaristen geführten Gymnasien in Kaaden und Prag ermöglichte und als deren Gönner auftrat.
Überregionale Bekanntheit erlangten Mitglieder der Familie Tobisch vor allem auf dem Gebiet der Heimatkunde und Heimatdichtung. Der Breslauer Professor Johann Karl Tobisch widmete seiner alten Heimat Böhmen, aber auch seiner neuen Heimat Schlesien, zahlreiche Gedichte. Dessen Bruder Franz Wenzl Tobisch war ebenfalls dichterisch tätig. Bekanntheit erlangte auch der katholische Geistliche Franz Xaver Tobisch, der unter dem Pseudonym „Jung-Klaus“ als Bienenvater und Dichter. Er veröffentlichte mehrere Bücher mit Gedichten und Prosa über Bienen. In einer Würdigung der Familie Tobisch schrieb ein Bewunderer im Jahre 1934: „Es ist der Landadel, welcher der Dichter- und Gelehrtenfamilie Tobisch im Blute steckt: heimatgebundene Wesensart, aus ihrem eigenen Ich heraus schaffende Werte zu erzeugen, die unabänderlich und unvergänglich ihre heimatliebende Seele ausfüllen; diese bewahrenden wertvollen Schätze bleiben solange unvergänglich als sich ihre Menschen als Glied dieser langen Ehrenkette von Ahnen fühlen“.
Nachkommen der Familie Tobisch besaßen weiterhin landwirtschaftliche Güter und Höfe in Deutsch Trebetitsch, Groß Witschitz, Kettowitz, Radschitz, Kunitz, Atschau und Männelsdorf.

## Gut Meseritz

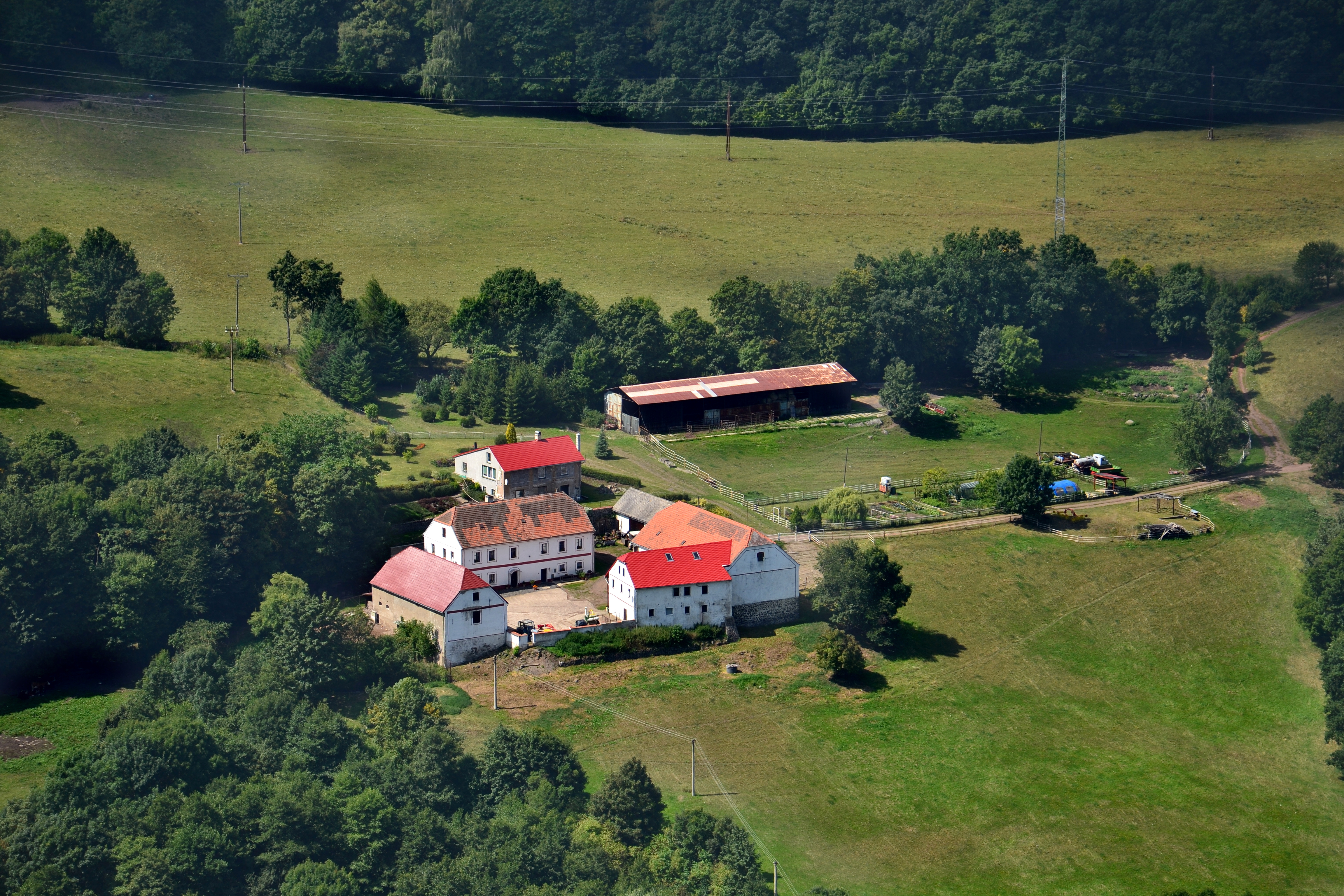
Gut Meseritz bei Kaaden, seit dem 17. Jahrhundert, bis 1945/1946 im Besitz der Familie Tobisch

Ein Zweig der Familie Tobisch lässt sich seit mindestens 1637 als Besitzer des Bauernguts Meseritz bei Kaaden nachweisen. Dieser Zweig lässt sich (bisher) gesichert auf den Bauern Martin Tobisch (* um 1590, † 1652 in Meseritz) zurückführen. Meseritz wurde erstmals 1460 urkundlich erwähnt. Der Weiler bestand aus zwei abgeschlossenen, großen landwirtschaftlichen Gehöften, die von einem Bach voneinander getrennt waren. Grundherren waren die Herren von Thun und Hohenstein, die 1621, nach der Schlacht am Weißen Berg, die Herrschaft Klösterle erworben hatten.
Das der Familie Tobisch gehörende Bauerngut auf der Gemarkung der Gemeinde Dörnthal (heute Suchý Důl bei Klášterec nad Ohří) umfasste knapp 60 österreichische Joch und verfügte über einen umfangreichen Waldbesitz. In den Grundbüchern von 1765 wird das Tobisch´sche Bauerngut als „Geschürr-Guth“ ausgewiesen, was darauf hinweist, dass auf dem Hof Zugtiere gehalten wurden. Andere Höfe in den ebenfalls zur Grundherrschaft Klösterle gehörenden Dörfern wurden dagegen überwiegend als „Häußl“ oder „Handscharrgütl“ bezeichnet. Diese hatten zum einen wesentlich geringeren landwirtschaftlichen Grundbesitz, zum anderen hatten deren Besitzer auch umfangreicheren Frondienst (österreichisch Robot bzw. Handrobot) gegenüber dem Grundherren zu leisten. Trotz entsprechender Reformen unter Kaiserin Maria Theresia und Kaiser Joseph II., wurde diese Form des Frondienst erst durch das Grundentlastungspatent von 1848 in Österreich aufgehoben.
1822 veräußerte der Bauerngutsbesitzer Franz Josef Tobisch das Gut Meseritz für 4000 fl. an seinen Schwager Franz Anton Bernt. Seither befanden sich beide Meseritzer Güter, mit einem Grundbesitz von 130 österreichischen Joch, im Besitz der Familie Bernt. Deren Nachkommen, die gleichzeitig über Theresia Bernt geb. Tobisch auch von der Familie Tobisch abstammten, bewirtschafteten die Höfe bis zur Vertreibung der Sudetendeutschen 1945/1946. Heute ist lediglich eines der beiden Güter, der ehemalige Landsitz der Familie Tobisch, erhalten und wird für die Landwirtschaft genutzt. Das andere Gut (Bernt) wurde zwischen 1960 und 1990 abgetragen.

## Stammliste

### Tobisch
1. Anton Tobisch (1721–1782) – Bauer und Richter ⚭ Maria Elisabetha Herr
  1. Maria Anna Tobisch (1748–1832) ⚭ Franz Anton Viereckl
    1. Rosalia Viereckl (1777–1861) ⚭ Johann Georg Tobisch
      1. Franz Joseph Tobisch (1805–1873) – Wirtschaftsbesitzer und Richter ⚭ Theresia Kosch
        1. Joseph Wenzl Tobisch (1834–1906) – Jurist, k.k. Bezirksrichter von Podersam und Kaaden ⚭ Theresia Müller
          1. Joseph Norbert Tobisch (1868–1943) – Oberbezirksarzt in Karlsbad und k.k. Obersanitätsrat

        2. Anton Tobisch (1837–1890) – Jurist, k.k. Landesadvokat und Stadtrat von Bilin ⚭ Juliane Antonie Adalberte Edle von Helmburg
        3. Alois Joseph Tobisch (1839–1896), Jurist, Notar und k.k. Oberstleutnant

  2. Johann Josef Tobisch (1750–1798) – Bauer und Richter ⚭ Maria Theresia Viereckl (Tante des k.k. Universitätsprofessors Franz Joseph Viereckl)
    1. Franz Josef Tobisch (1788–1880) – Wirtschaftsbesitzer, Ziegeleibesitzer und Gemeindevorsteher, Vorkämpfer der Bauernbefreiung in Böhmen ⚭ Maria Anna Johanna Goppold
      1. Wenzl Tobisch (1819–1854) – Wirtschaftsbesitzer und Bergwerksbesitzer ⚭ Anna Stanka (Nichte des k.k. Universitätsprofessors Johann von Waller)
        1. Eduard Tobisch (1847–1896) – Wirtschaftsbesitzer ⚭ Maria Friedmann
          1. Hugo Eduard Tobisch (1875–1928) – Fabrikant und Ornithologe[8]
          2. Edmund Karl Tobisch (1885–1976) – k.k. Revierförster, Heimatdichter und Ornithologe[9]

        2. Julius Tobisch (1849–1907) – Wirtschaftsbesitzer ⚭ Julie Pohnert (Nichte des k.k. Reichsrats Karl von Pohnert, Tante des k.k. Professors Ludwig Pohnert)
        3. Wenzl Tobisch (1851–1907) – Wirtschaftsbesitzer ⚭ Anna Pohnert (Nichte des k.k. Reichsrats Karl von Pohnert, Tante des k.k. Professors Ludwig Pohnert)
          1. Marie Julie Tobisch (1879–1930) – Wirtschaftsbesitzerin ⚭ Josef Schuh
          2. Wenzl Tobisch (1884–1954) – Wirtschaftsbesitzer ⚭ Emma Eisenkolb

        4. Ottomar Tobisch (1853–1896) – Wirtschaftsbesitzer ⚭ Maria Amalia Tobisch (Cousine)

    2. Franz Wenzl Tobisch (1791–?) – Wirtschaftsbesitzer und Richter ⚭ Anna Franziska Josepha Dittrich
      1. Maria Theresia Tobisch (1810–1857) ⚭ Carl Seemann (Bruder des k.k. Generalauditors Wenzel Seemann von Treuenwart)
        1. Eduard Seemann (1850–?) – Gutsbesitzer ⚭ Hermine Seemann von Treuenwart (Cousine)

    3. Franz Karl Tobisch (1794–1862) – k.k. Staatsbuchhaltungs-Rechnungsrat ⚭ Ludmilla Drtina
      1. Vincenz Ignatz Tobisch (1835–1891) – k.k. Bergingenieur und Verwalter der Gruben Petersburg, Dux und Johnsdorf
      2. Eduard Karl Theodor Tobisch (1840–1927) – Jurist, Vizepräsident des Oberlandesgerichts und k.k. Hofrat ⚭ Rosa Emilie Klinger
        1. Eduard Josef Karl Tobisch (1868–1899) – Dr. med. und k.k. Regimentsarzt

  3. Franz Anton Tobisch (1756–1821) – Bauer ⚭ Maria Anna Tschochner
    1. Franz Wenzel Tobisch (1788–1873) – katholischer Geistlicher, Erzdechant, Kanoniker und bischöflicher Notar in Teplitz. Ehrendomherr der Kathedrale zu Leitmeritz und Träger des goldenen Verdienstkreuzes mit der Krone. Ehrenbürger der Stadt Teplitz.
    2. Johann Karl Tobisch (1793–1855) – kgl. preußischer Professor für Mathematik, Physik, Geschichte und Latein am Friedrichsgymnasium in Breslau, Dichter und Schriftsteller[10] (ab 1819 evangelisch) ⚭ Charlotte Sophie Grünewald
    3. Johann Nepomuk Tobisch (1796–1835) – Bauer und Richter ⚭ Johanna Männl
      1. Johanna Theresia Tobisch (1820–1913) ⚭ Aloys Karl Peinl
        1. Marianne Naaff-Eggersberg geb. Peinl (1852–1938) – Dichterin und Schriftstellerin ⚭ I. Franz Xaver Rippaus – Großkaufmann, Unternehmer und Stadtrat von Kaaden; II. Anton August Naaff – Schriftsteller und Herausgeber der Zeitschrift Die Lyra

    4. Vincenz Eugen Tobisch (1800–1852) – kgl. preußischer Professor für Mathematik, Geschichte, Deutsch und Latein am Friedrichsgymnasium in Breslau[11] (ab 1822 evangelisch) ⚭ Emilie Mücke (Tochter des Stiftrats und Kanzlers Mücke in Heinrichsau)
      1. Hermann Gustav Adolf Tobisch (1832–1900) – kgl. preußischer Intendanturrat
      2. Karl Victor Hugo Tobisch (1835–1909) – Dr. phil, Professor für Agrikultur und Direktor der Landwirtschaftsschule Großau bei Raabs, später Friedberg in Hessen (gegr. 1855) ⚭ Anna Catharina Alwine Beyse

  4. Maria Clara Tobisch (1759–1783) ⚭ Johann Wenzl Moritz
    1. Franz Wenzl Moritz (1781–1854) – Müllermeister und Richter ⚭ Theresia Kosch
      1. Franz Wenzl Moritz (1813–1875) – Müllermeister und Richter ⚭ Maria Anna Heger
        1. Franz Xaver Moritz (1855–1923) – katholischer Geistlicher, Katechet und Träger des goldenen Verdienstkreuzes mit der Krone

      2. Franziska Moritz (1819–?) ⚭ Franz Josef Ziener
        1. Theresia Ziener (1840–1914) ⚭ Anton Tobisch
          1. Franz Xaver Tobisch (1865–1934) – katholischer Geistlicher, Dechant, bischöflicher Notar und Schriftsteller

### Tobisch von Dobischau
Mit den Brüdern Johann und Maximilian Tobisch wurden am 20. Oktober 1734 zwei Zweige der Familie in den erblichen Adelsstand mit dem Prädikat Tobisch von Dobischau nobilitiert. Deren Nachkommen ließen sich später in Österreich nieder.
1. Daniel Tobisch ⚭ Dorothea NN
  1. Johann Tobisch von Dobischau – Sekretär der böhmischen Hofkanzlei, am 20. Oktober 1734 in den erblichen Adelsstand erhoben, ⚭ Maria
    1. Anna Theresia Tobisch von Dobischau (1728–?)
    2. Johanna Christoph Tobisch von Dobischau (1730–?)

  2. Franz Maximilian Laurenz Tobisch von Dobischau (1696–1770) – Ratsmann, Primator, Kircheninspektor und 49 Jahre Bürgermeister der Stadt Kaaden, am 20. Oktober 1734 in den erblichen Adelsstand erhoben, ⚭ Maria Anna Roth, Tochter des Johann Baptist Roth, Ratsmann und Bürgermeister von Kaaden
    1. Franz Anton Tobisch von Dobischau (1722–1792) – k.k. Wundarzt ⚭ I Catharina Anna Brigitta Seeling, ⚭ II Carolina Gräfin von Tattenbach
      1. Anna Theresia Antonia Tobisch von Dobischau (1756–?)

    2. Anna Theresia Tobisch von Dobischau (1728–?) ⚭ Johann von Prauß – Hauptmann im Regiment Clemens von Kolowrat
    3. Johann Karl Wenzl Tobisch von Dobischau (1731–1794) ⚭ Anna Maria Farnschau

## Wappen

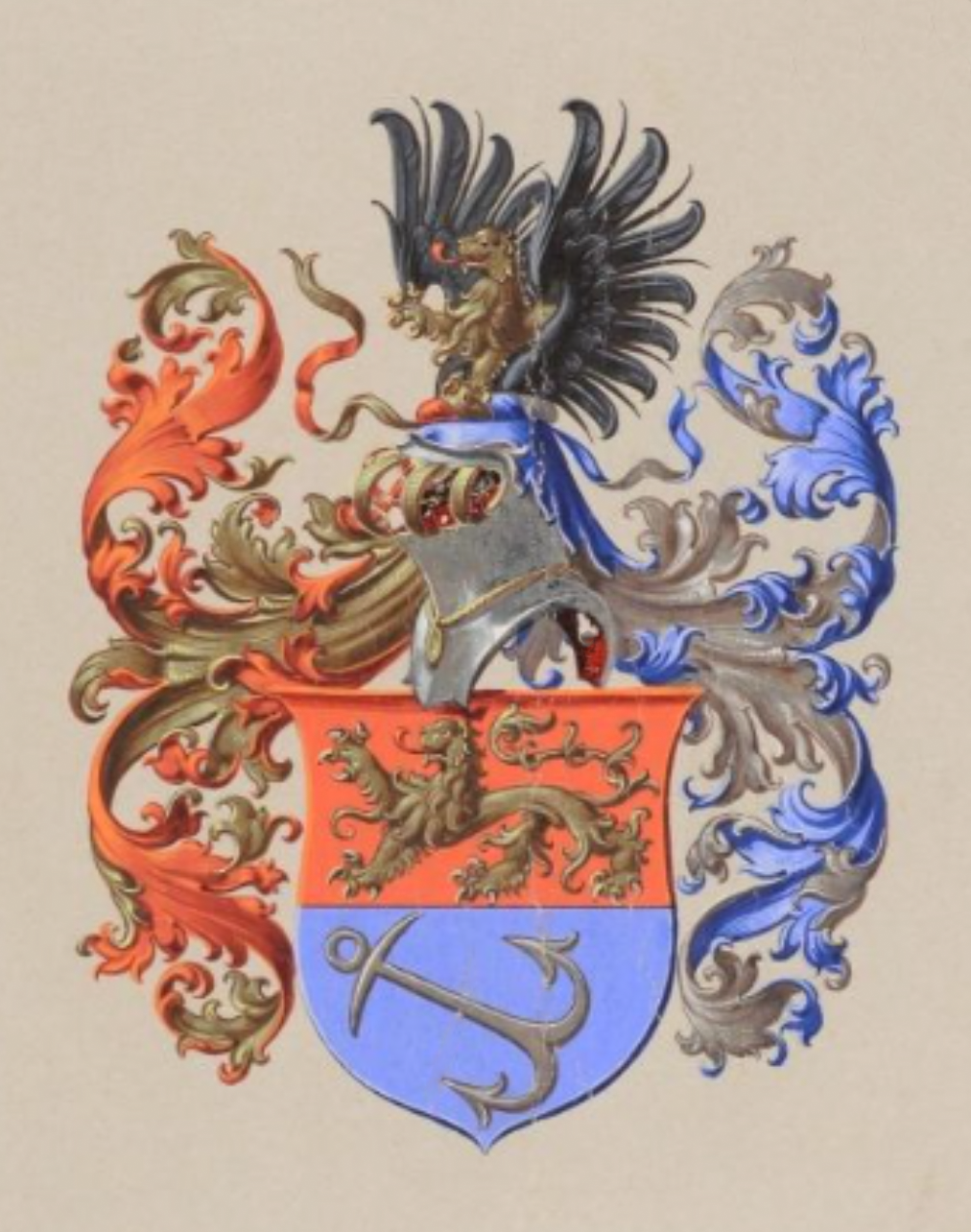
Wappen der Familie Tobisch von Dobischau (Adelsbrief von 1898)

Die im Jahre 1734 in den erblichen Adelsstand erhobenen Brüder Johann und Maximilian Tobisch von Dobisch führten seit ihrer Nobilitierung ein Wappen. Dieses zeigt in einem gevierten Schild, im ersten und vierten Feld in Gold ein einwärtsgekehrter Löwe, in der Pranke ein Schwert haltend und im zweiten und dritten Feld in Blau eine goldene Glocke.
Im Jahre 1898 beantragten die Brüder Viktor, Wilhelm und Karl Tobisch die Anerkennung der legitimen Abstammung von dem 1734 in den Adelsstand erhobenen Ratsmann Maximilian Tobisch von Dobischau und der damit verbundenen Nobilitierung. Am 6. November 1898 wurde der Adelsbrief durch den k.k. Ministerpräsidenten Franz von Thun und Hohenstein, Leiter der k.k. Ministeriums des Inneren, ausgestellt. Die Brüder führten seither das vom Stammwappen der Familie Tobisch von Dobischau abweichende Wappen: Ein quergeteilter Schild. In dem oberen roten Felde ein nach Rechts gewandter goldener Löwe mit rot ausgeschlagener Zunge und in dem unteren blauen Felde ein rechtwärts gelehnter silberner Anker mit Querstange und Ring. Die angebliche Abstammung der Gebrüder Tobisch erwies sich im Jahre 1903 als fingiert und basierte auf einer Fälschung des Genealogen Alois Ritter Müller von Mildenberg, der die entsprechenden Matrikeleinträge in den Kirchenbüchern der Städte Kaaden und Saaz gefälscht hatte. Alle von Müller „vermittelten“ Renobilitierungen wurden im Jahre 1903 widerrufen und für ungültig erklärt. Karl Tobisch wurde schließlich im Jahre 1912 mit dem Prädikat „Tobisch von Labotýn“ in den Adelsstand erhoben. Er war der Großvater der Schauspielerin Lotte Tobisch.

## Porträts

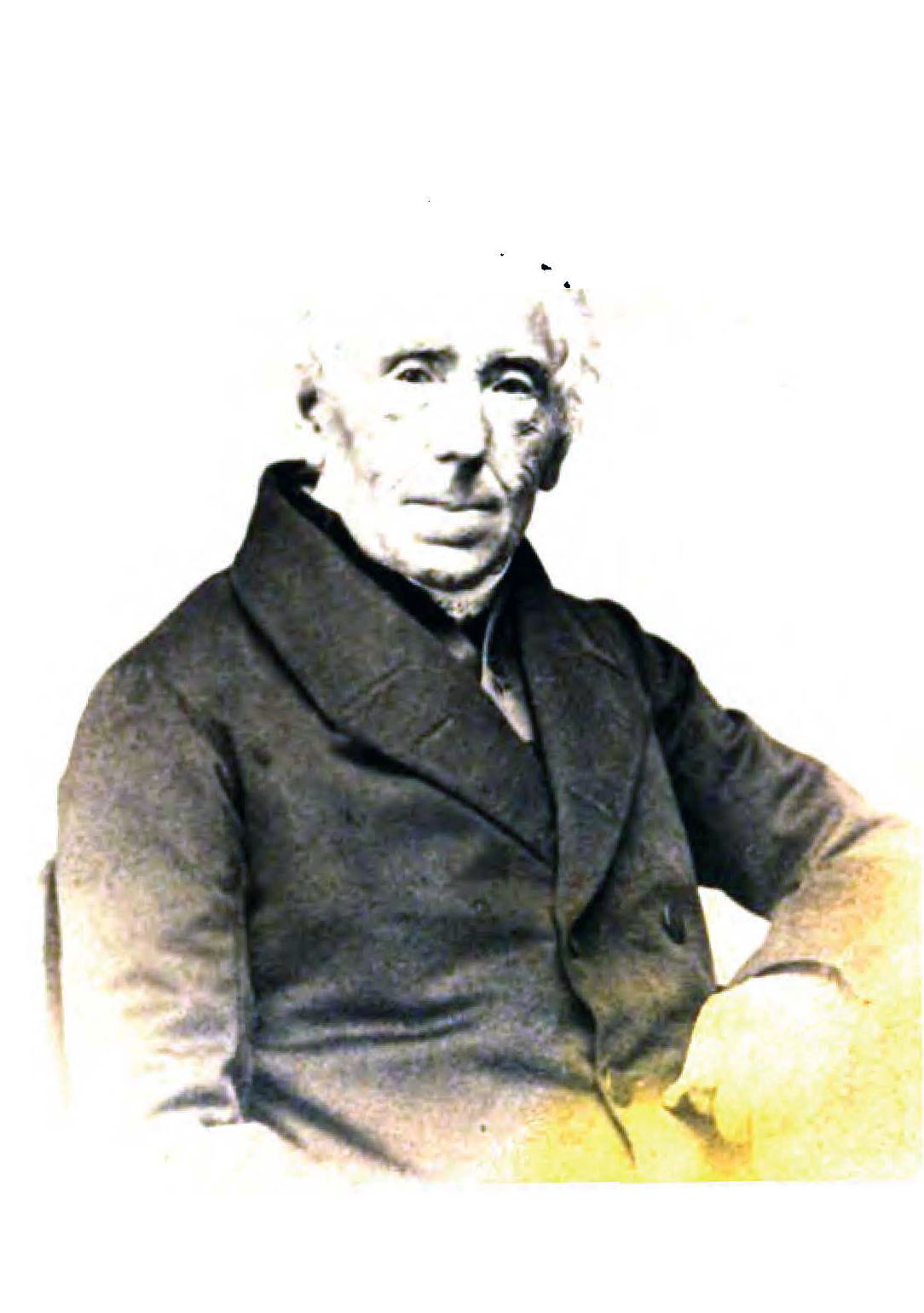
Erzdechant Wenzl Tobisch (1788–1873), Erzdechant, Domherr, Kanoniker und bischöflicher Notar
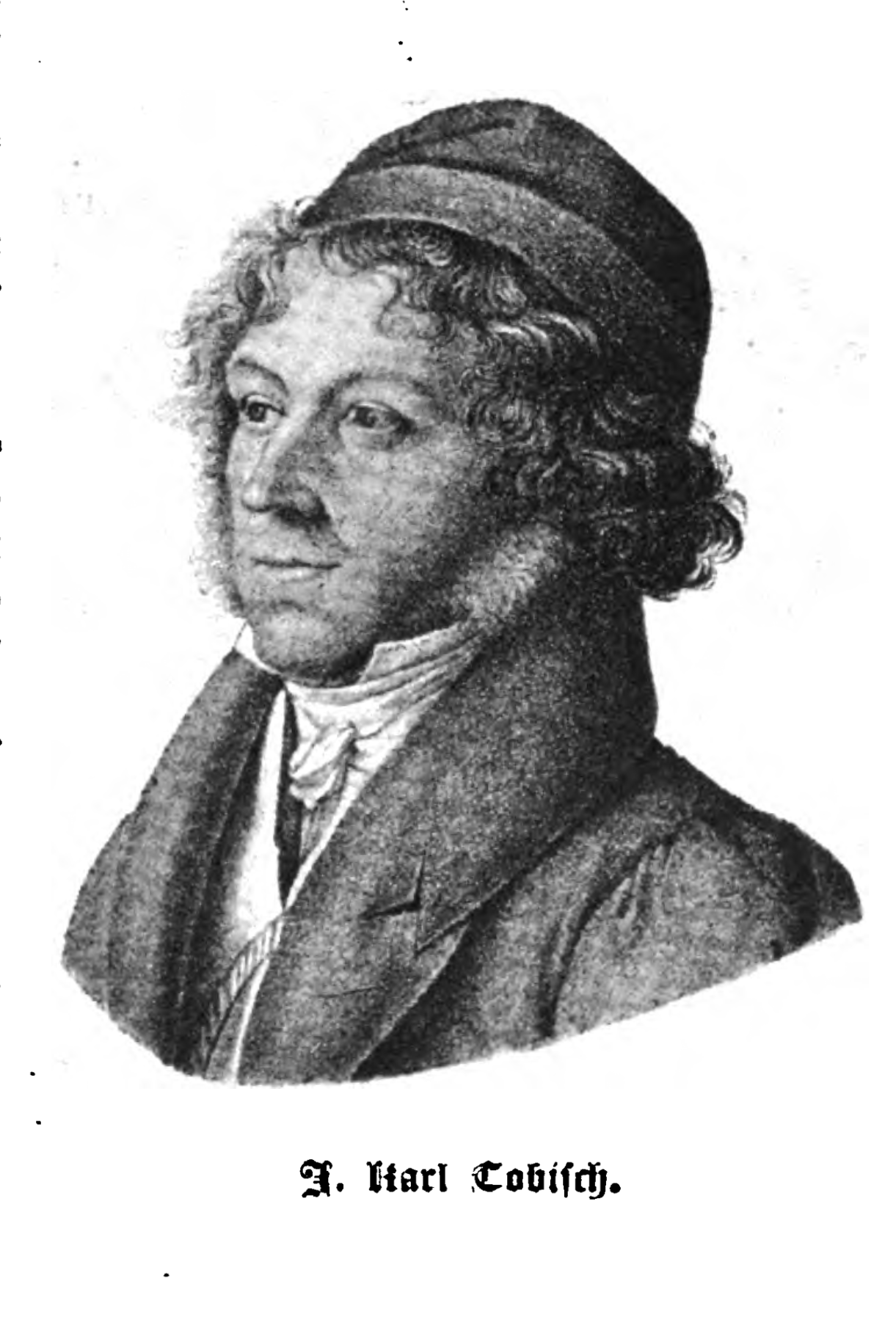
Johann Karl Tobisch (1793–1855), Professor in Breslau, Dichter
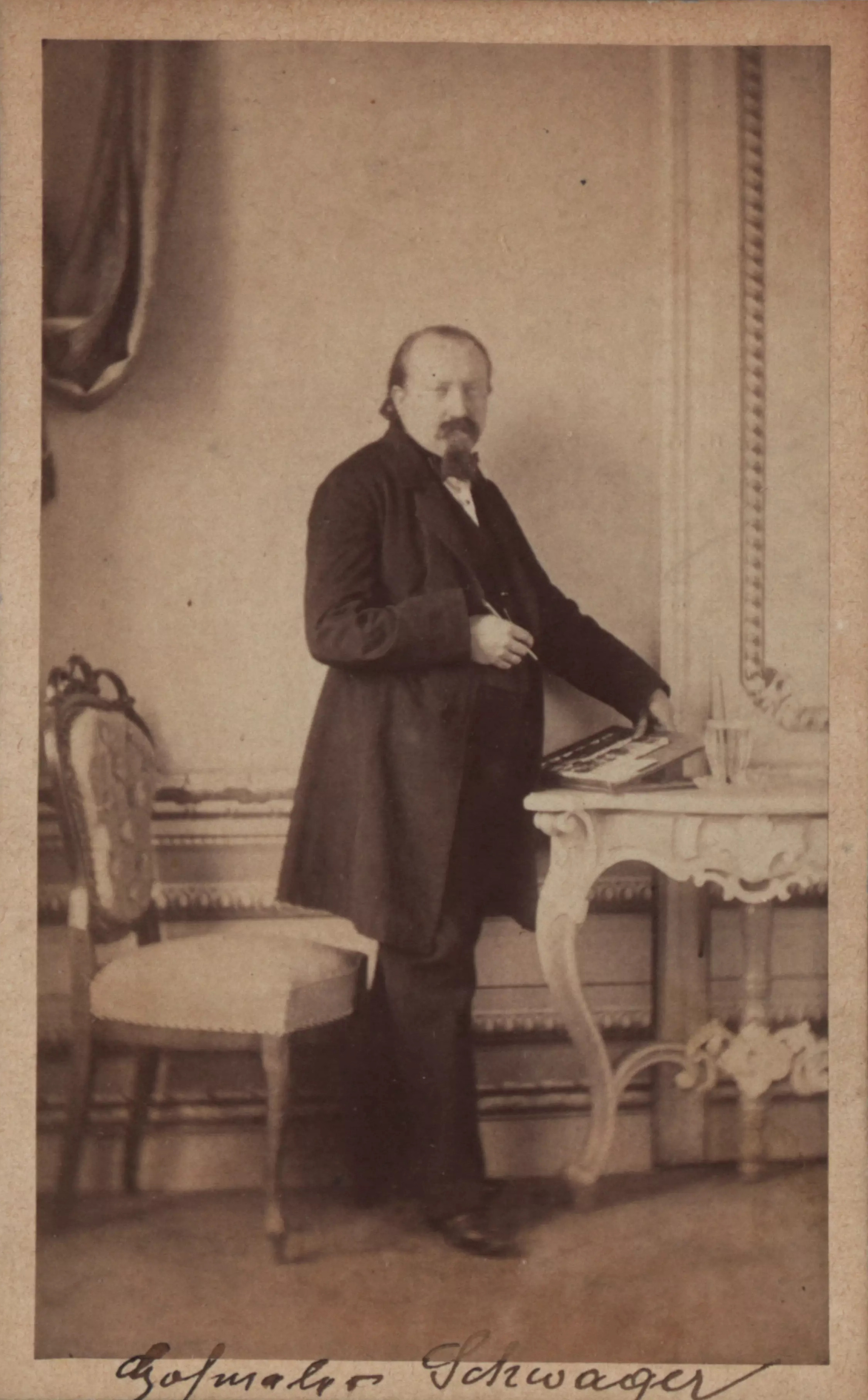
Johann Richard Schwager (1822–1880), k.k. Hofmaler
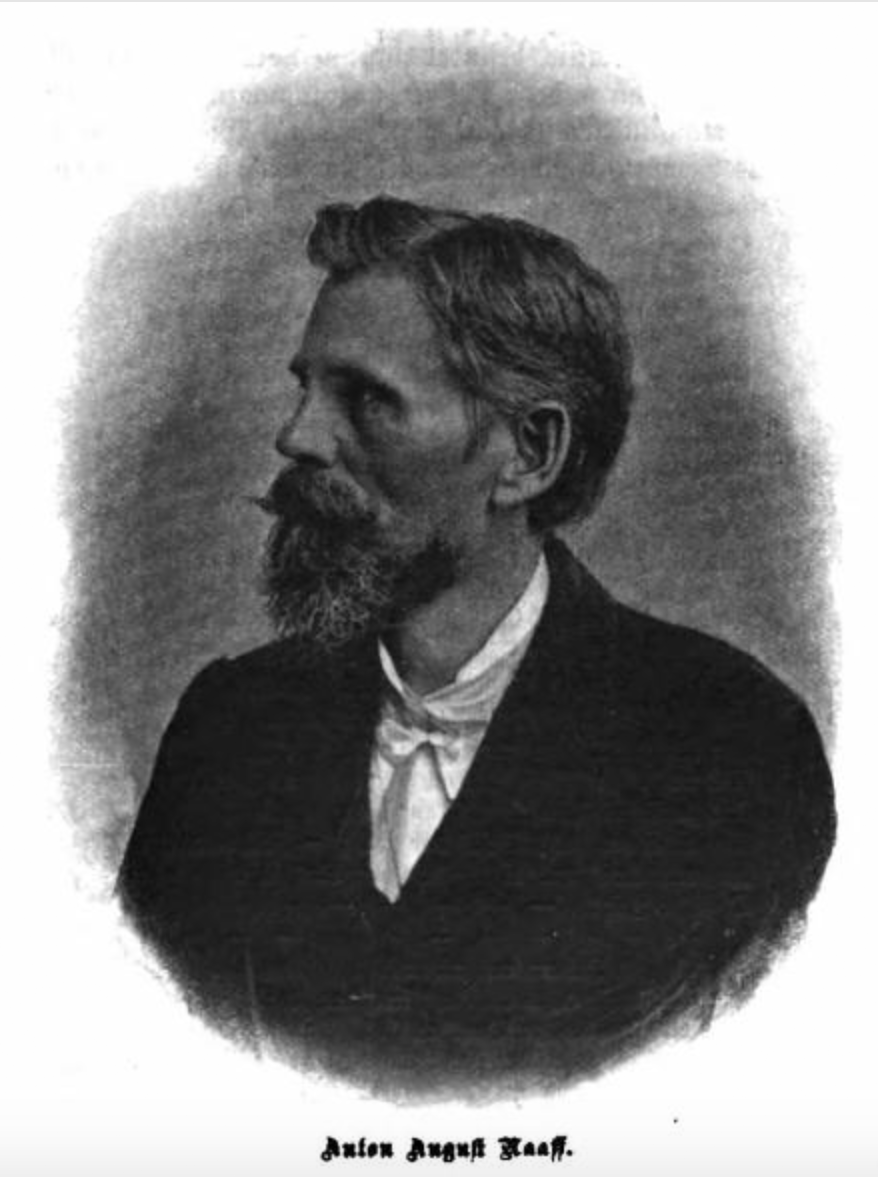
Anton August Naaff (1850–1918), Schriftsteller und Dichter
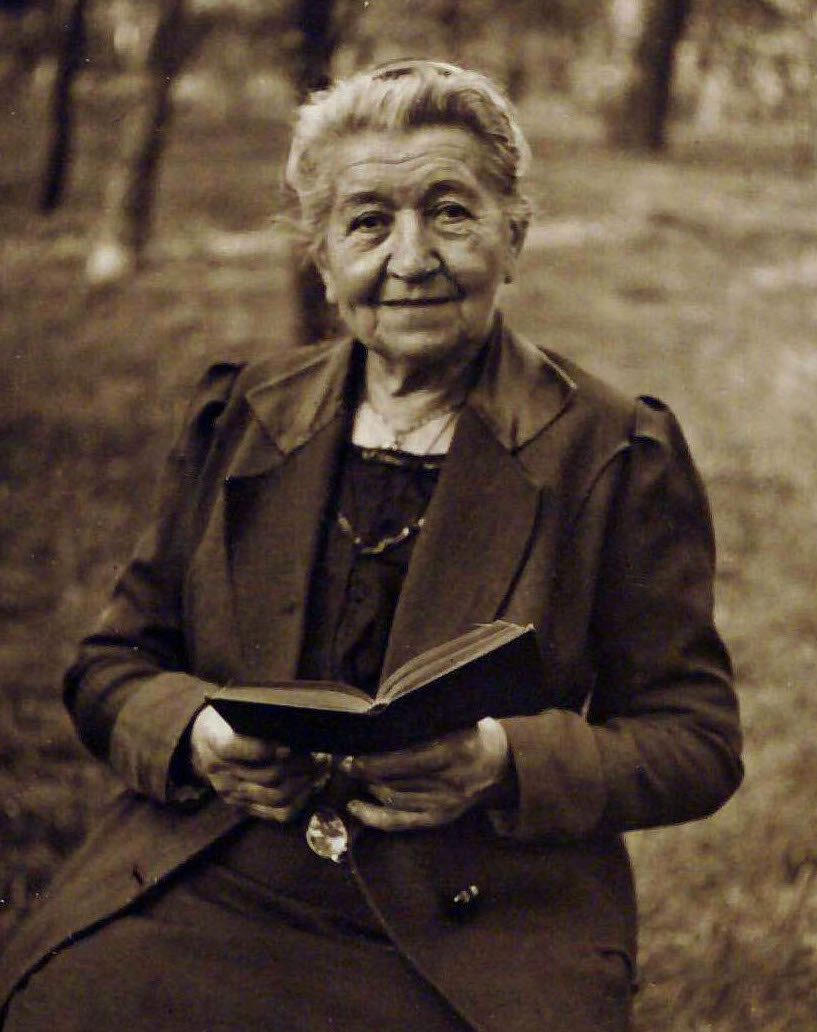
Marianne Naaff-Eggersberg (1852–1938), Schriftstellerin und Dichterin
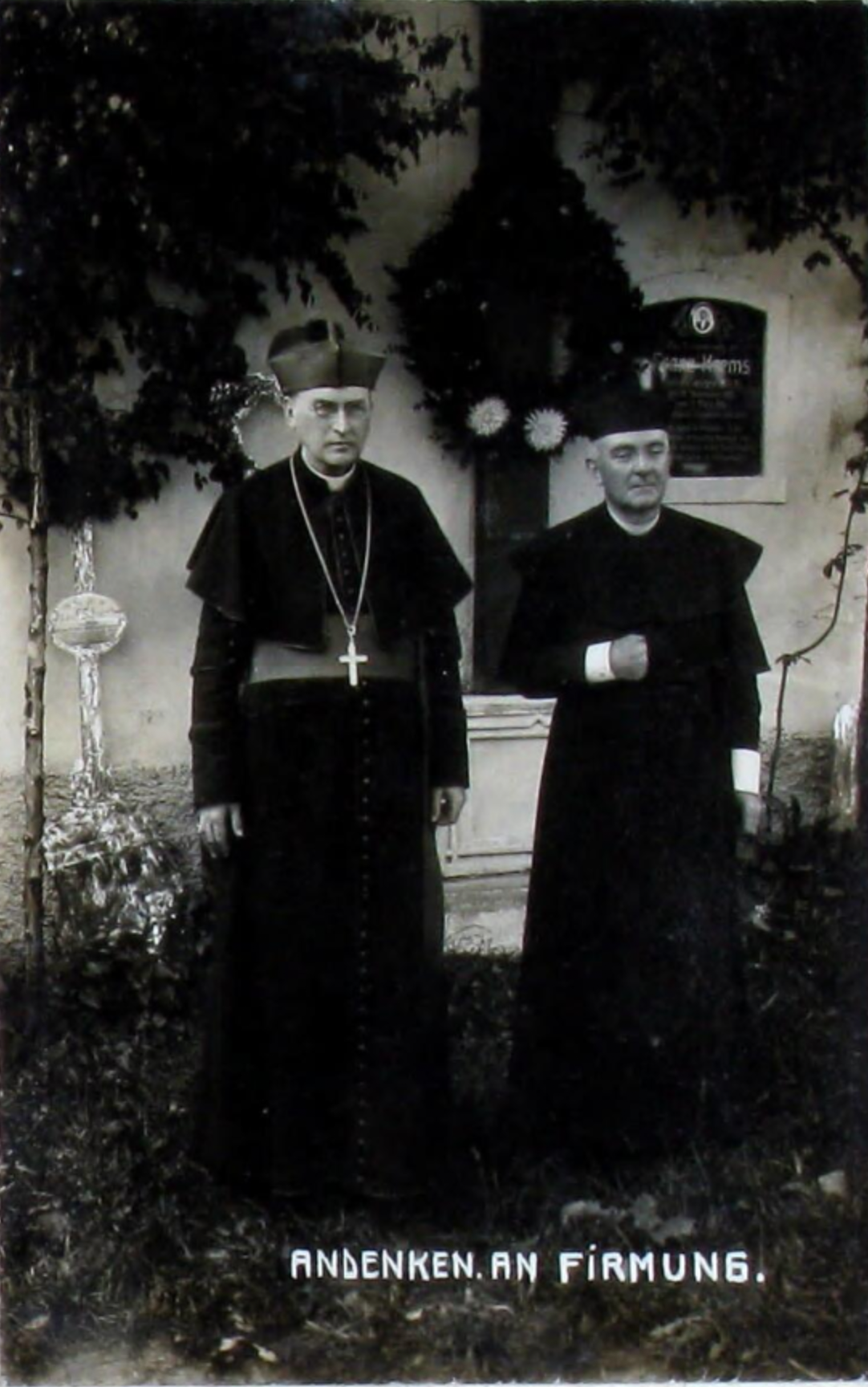
Bischof Josef Gross (1866–1931) und Dechant Franz Xaver Tobisch (1865–1934), Pfarrer und Dichter

## Weitere Familienmitglieder
- Franz Tobisch (1820–1889), Ziegeleiwerksbesitzer und von 1873 bis 1886 Bürgermeister der Gemeinde Tullnerbach bei Wien
- Isidor Tobisch (1861–1929), Ingenieur, Fabrikant und von 1920 bis 1928 Bürgermeister der Gemeinde Tullnerbach bei Wien
- Johann Joseph Ritter von Tobisch (1759–1853), k.k. Appellationsrat; geadelt
- Johann Richard Schwager (1822–1880), Künstler und k.k. Hofmaler (Mutter Theresia Schwager geb. Tobisch 1794–1877)